# Левитт, Джонатан
Джонатан Левитт (англ. Jonathan Levitt; род. 3 июня 1963, Лондон) — английский шахматист, гроссмейстер (1990).

## Шахматная карьера
Участник нескольких чемпионатов Великобритании, лучший результат показал в 1995 году, разделив 3-е место с Д. Паркером и К. Аркеллом.
В составе различных команд многократный участник чемпионатов Шахматной лиги четырёх наций (1995—2006). Наибольших успехов достиг в команде «Wood Green London», с которой стал победителем данного турнира в 2005 году, а также завоевал 6 командных медалей — 4 серебряные (1999, 2000, 2002 и 2004) и 2 бронзовые (1995 и 2001).
Победитель открытого Мемориала Веры Менчик (1994) и Мемориала Стаунтона (2005).
Разделил 3-6 место в зональном турнире (1993) в Дублине.
В составе сборной Англии участник следующих соревнований:
- 1-й турнир «VISA Chess Summit» (1990) в Рейкьявике. Сборная Англии завоевала серебряные медали, уступив пол-очка победителю — сборной СССР.
- 14-й командный чемпионат Европы (2003) в Пловдиве.

По состоянию на март 2024 года не входил в число активных английских шахматистов и занимал 50-ю позицию в национальном рейтинг-листе.

## Таблица результатов
| Год  | Город   | Турнир                          | + | − | = | Результат | Место |
| ---- | ------- | ------------------------------- | - | - | - | --------- | ----- |
| 2003 | Пловдив | 14-й командный чемпионат Европы | 2 | 0 | 4 | 4 из 6    |       |

## Изменения рейтинга
| Графики недоступны из-за технических проблем. См. информацию на Фабрикаторе и на mediawiki.org. |